# Forte Muene Vunongue
O Forte Muene Vunongue localiza-se nos arredores da cidade de Menongue, na província de Kuando Kubango, em Angola.
Actualmente encontra-se em ruínas.